# ヤン・モスタールト
ヤン・ヤンスゾーン・モスタールト（Jan Jansz. Mostaert、1474年頃生まれ、1552年か1553年に没）はオランダの画家。16世紀前半のハールレムで活動した画家である。宗教的な主題の作品や、肖像画、風景画を残した。

## 略歴
モスタールトの経歴は、17世紀初めにカレル・ファン・マンデルが出版した『画家列伝』の記述が信じられてきたが、その内容は現在では余り正確でないとされている 。ファン・マンデルは貴族の出身としているが、モスタールトはハールレムの裕福な製粉業者の息子に生まれたとされる。ヤコブ・ヤンスゾーン・ファン・ハールレム(Jacob Jansz. van Haarlem)という殆ど知られていない画家の弟子になったと伝えられている。
1498年にハールレムの文書に名前が初めて見られ、1502年にハールレムの聖ルカ組合に加入し、1507年に役員に選ばれた記録がある。この頃、ハールレムの聖バーフ教会でした仕事については多くの記録が残されている。1516年から1526年の間、ハールレムにはモスタールトに関する記録が無くなることからこの時期はネーデルラント17州総督のマルグリット・ドートリッシュに招かれて、メヘレンの宮廷で働いたのではないかと推定されている。ファン・マンデルの著書には宮廷画家として働いた記述は無いが、マルグリットの1504年に亡くなった夫、サヴォイア公フィリベルト2世の肖像画を残している。
1526年から再びハールレムでの活動が記録されるようになり、1542年から1543年に再び聖ルカ組合の役員になった。
1553年の復活祭の前までにハールレムで没した。
宗教的な主題の作品や、肖像画、風景画を残した。

## 作品

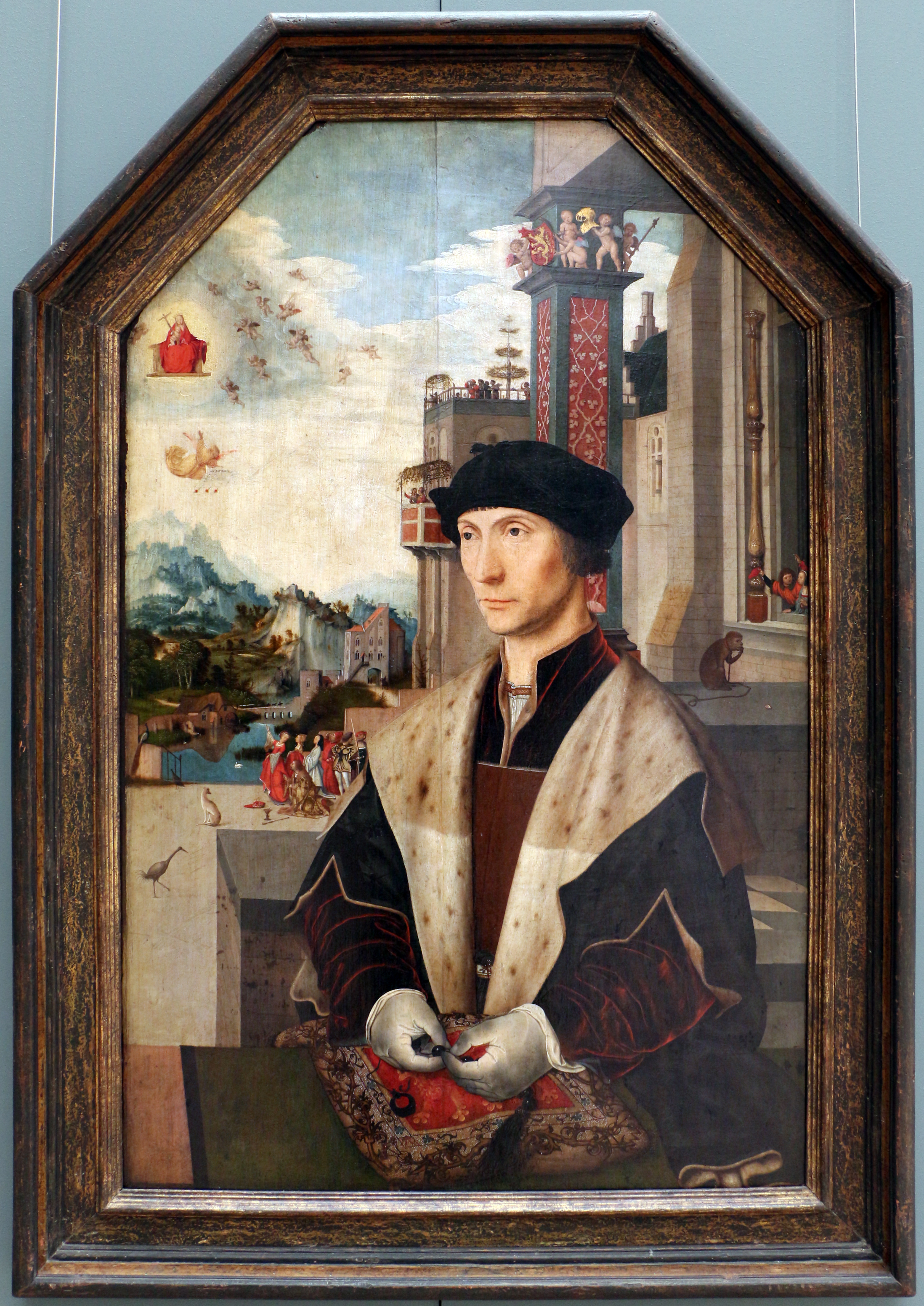
Abel van Coulsterの肖像画 (1510年代) ベルギー王立美術館蔵
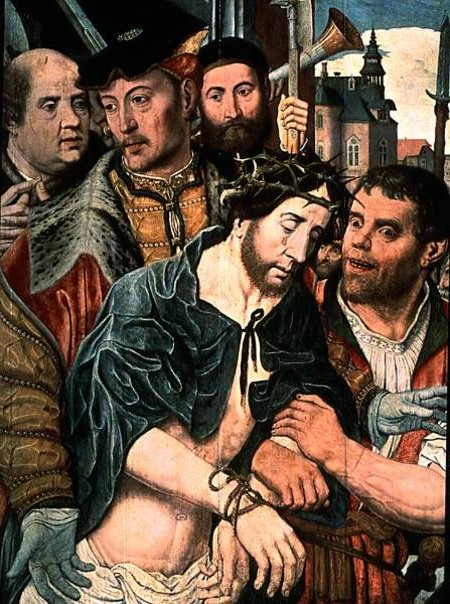
『エッケ・ホモ』 (1520年代) プーシキン美術館蔵
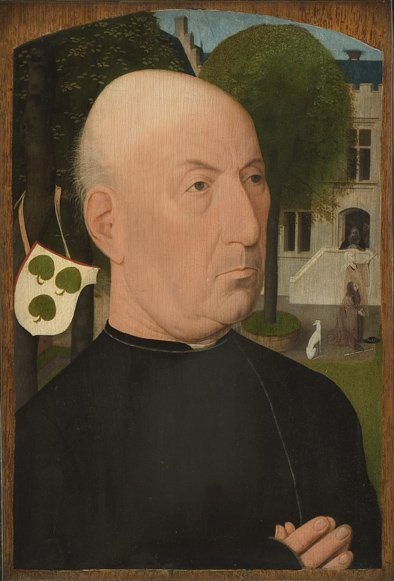
Jacob Jansz van der Meerの肖像画 (1500年代) コペンハーゲン国立美術館蔵
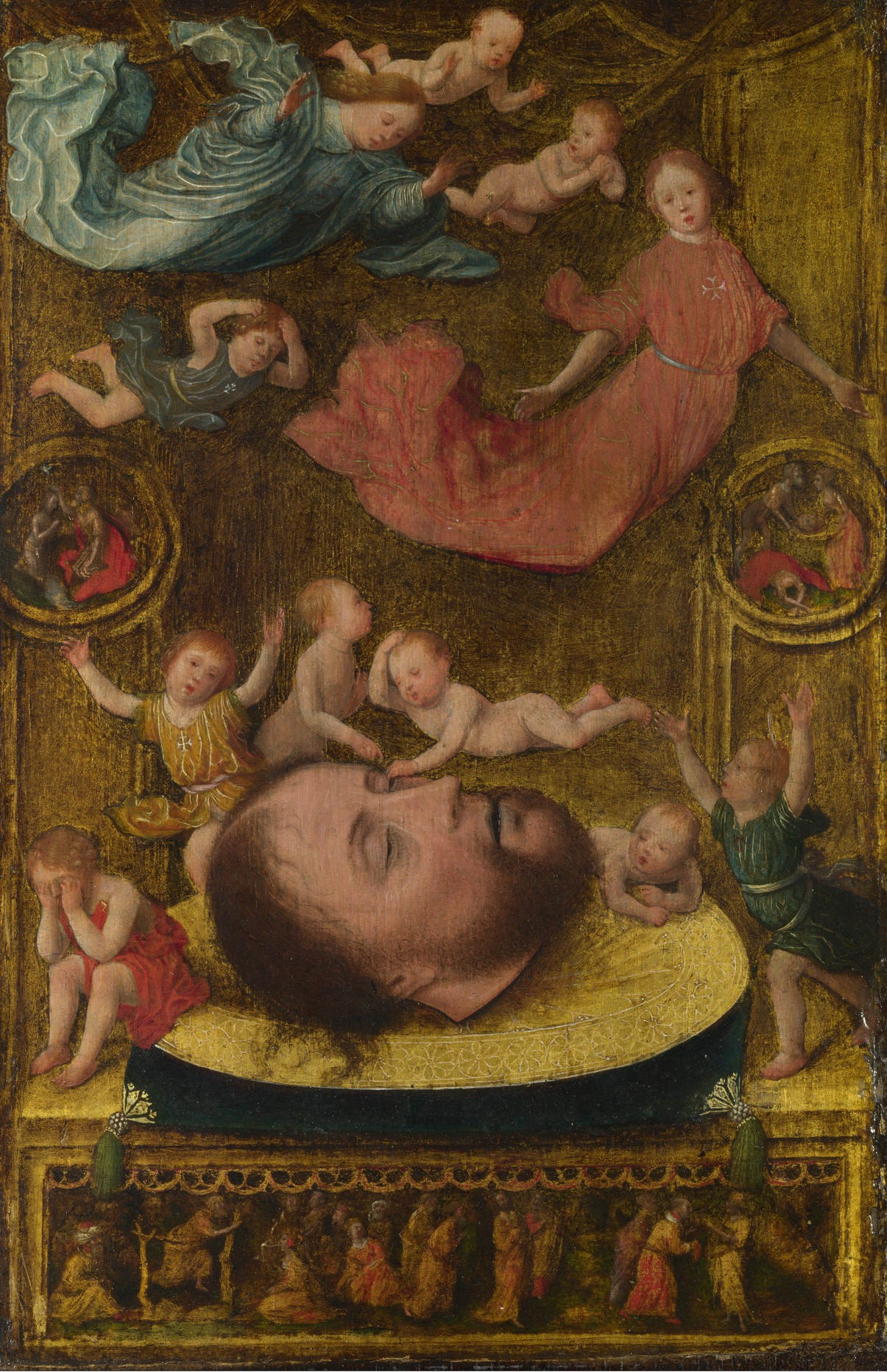
『洗礼者聖ヨハネの首と、悲しむ天使・プット達』 (1510/1625) ナショナル・ギャラリー (ロンドン)蔵

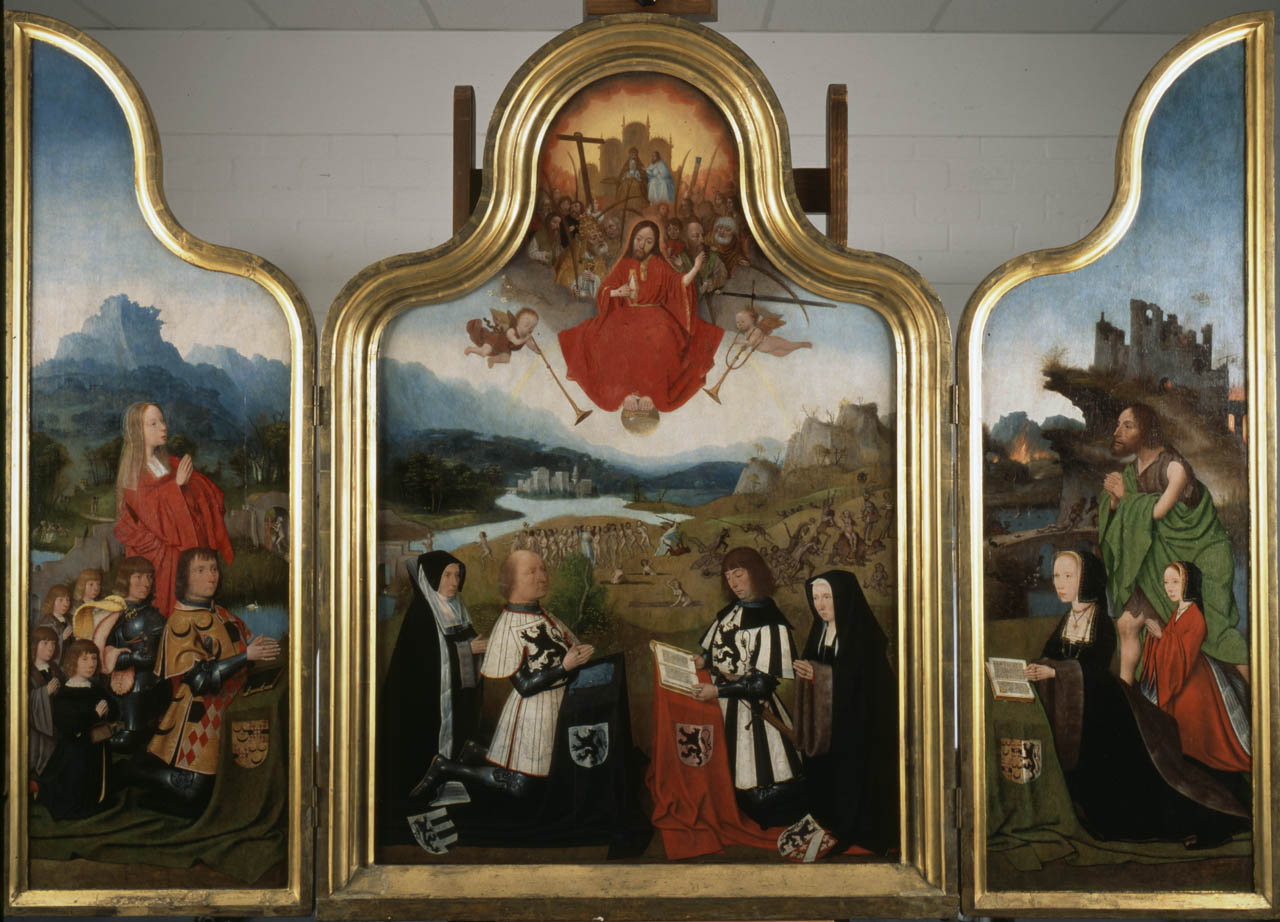
最後の審判の3面祭壇画　(1510/1514)
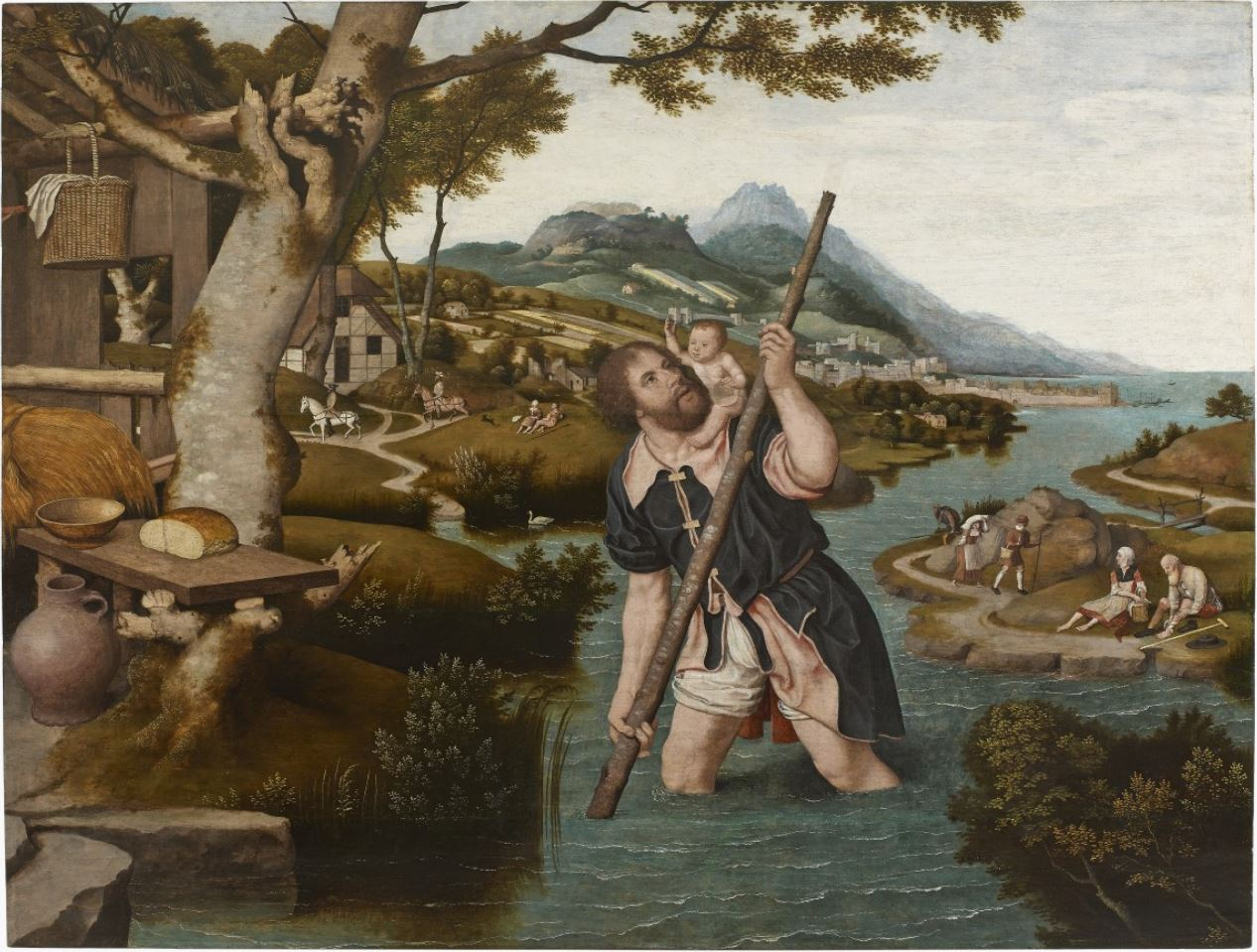
クリストフォロスのいる風景画 (c.1520) マイヤー・ファン・デン・ベルグ美術館蔵
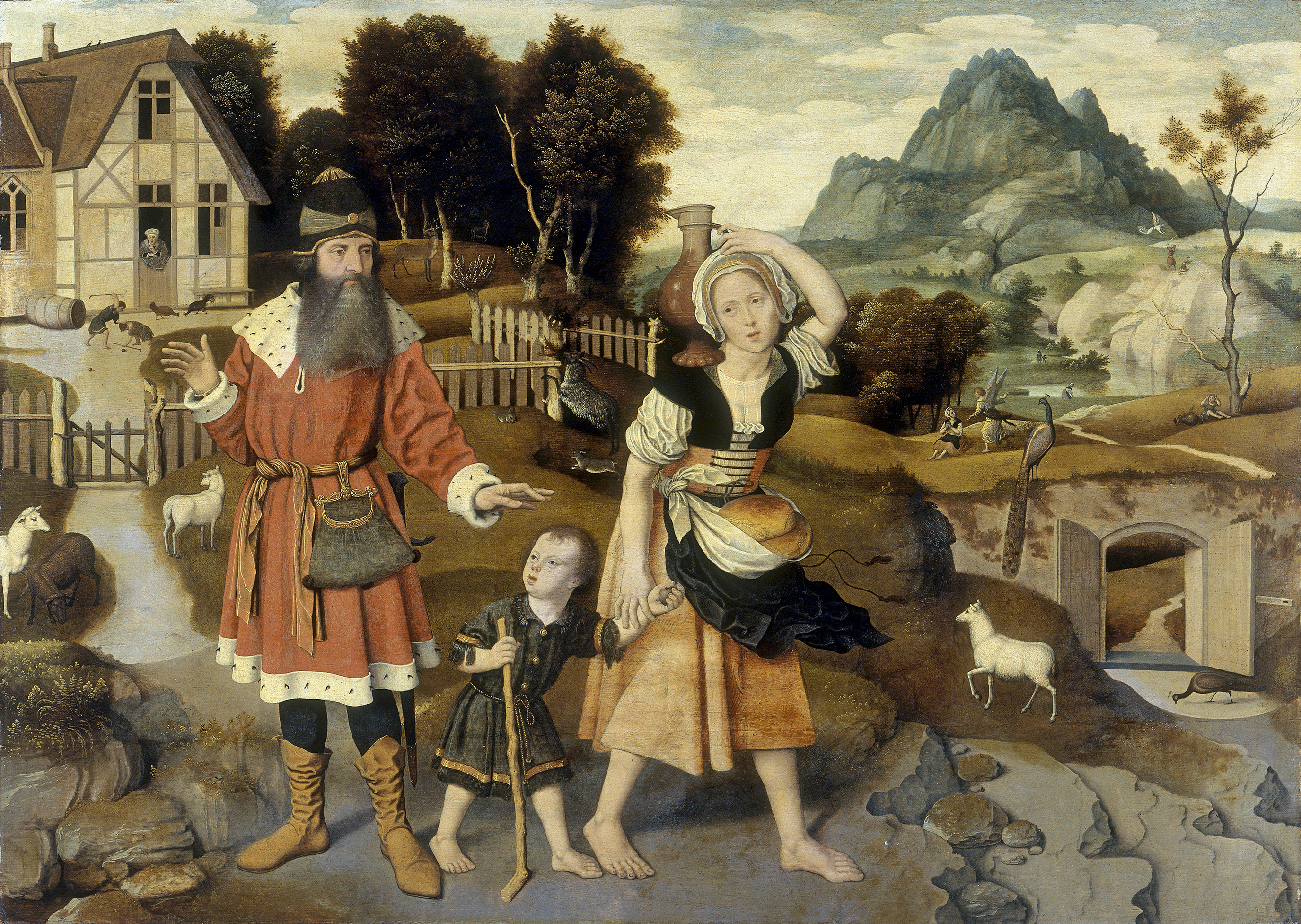
ハガルとイシュマルの追放 (c.1520) ティッセン＝ボルネミッサ美術館蔵